# Sobaeksan-Nationalpark
Der Sobaeksan-Nationalpark (소백산국립공원) befindet sich etwa fünf Kilometer südöstlich der Stadt Yeongwol und zehn Kilometer nordwestlich von Yeongju.

## Lage und Geographie
Wie der Name schon andeutet, ist der Nationalpark Teil des Sobaek-Gebirges. An seiner Südwestgrenze befindet sich der Expressways 55 mit dem Jungnyeong-Tunnel und auf der Nordostseite befindet sich die Nationalstraße 88. Der Sobaeksan, dessen Name kleiner weißer Berg bedeutet, und von dem sich der Name des Gebirges und des Parks ableiten, hat eine Höhe von 1493 Metern. Damit ist er der dritthöchste Berg in Südkorea.

## Flora und Fauna
Im Park wurden bisher 2639 Tier- und 1067 Pflanzenarten gezählt, darunter die nur in Südkorea vorkommende Megaleranthis saniculifolia, eine Pflanze der Hahnenfußgewächse und die Amurviper. In den Bächen ist der Zacco koreanus, ein Fisch aus der Familie der Karpfenfische zu Hause. Im Frühjahr kann man im Park die Azaleen-Blüte sehen.

## Sehenswürdigkeiten
Wie viele andere Nationalparks verfügt auch der Sobaeksan über Tempelanlagen. Der bekannteste ist der 676 gegründete Buseoksa (부석사) (Tempel der schwimmenden Felsen). Dort befinden sich mehrere Nationalschätze Südkoreas sowie das älteste Holzgebäude Südkoreas, die Muryangsujeon-Halle (Nationalschatz Nr. 18) und die Steinerne Laterne vor der Halle (Nr. 17).
Eine weitere Tempelanlage ist der Guinsa-Tempel. Im Gegensatz zu den meist ein- bis zweistöckigen Tempelbauten in Korea, verfügen viele Gebäude dieser Anlage wegen der Enge des Tales über bis zu fünf Etagen. Die Anlage ist das geistige Zentrum des koreanischen Cheontae-Buddhismus.

## Weitere Einrichtungen
Auf dem Yongwa befindet sich das Sobaeksan Optical Astronomy Observatory des Korea Astronomy and Space Science Institute. Die Sternwarte verfügt über ein 61-cm-Spiegelteleskop. Jedes Jahr haben 2000 Gäste die Möglichkeit das Observatorium zu besuchen. Im Frühjahr und im Herbst finden für Schriftsteller und Künstler Workshops statt.